# Wimbledon Championships 1912
Die 36. Auflage der Wimbledon Championships fand 1912 auf dem Gelände des All England Lawn Tennis and Croquet Club an der Worple Road statt. Aufgrund schlechten Wetters mussten die Finalspiele auf Montag verschoben werden.

## Herreneinzel
Anthony Wilding errang durch einen Sieg über Arthur Gore in der Challenge Round seinen dritten Titel.

## Dameneinzel
In Abwesenheit der Vorjahressiegerin Dorothea Douglass-Chambers siegte Ethel Thomson Larcombe.

## Herrendoppel
Herbert Roper Barrett und Charles P. Dixon setzten sich in der Challenge Round gegen die Vorjahressieger André Gobert und Max Décugis durch.